# 樓梯街

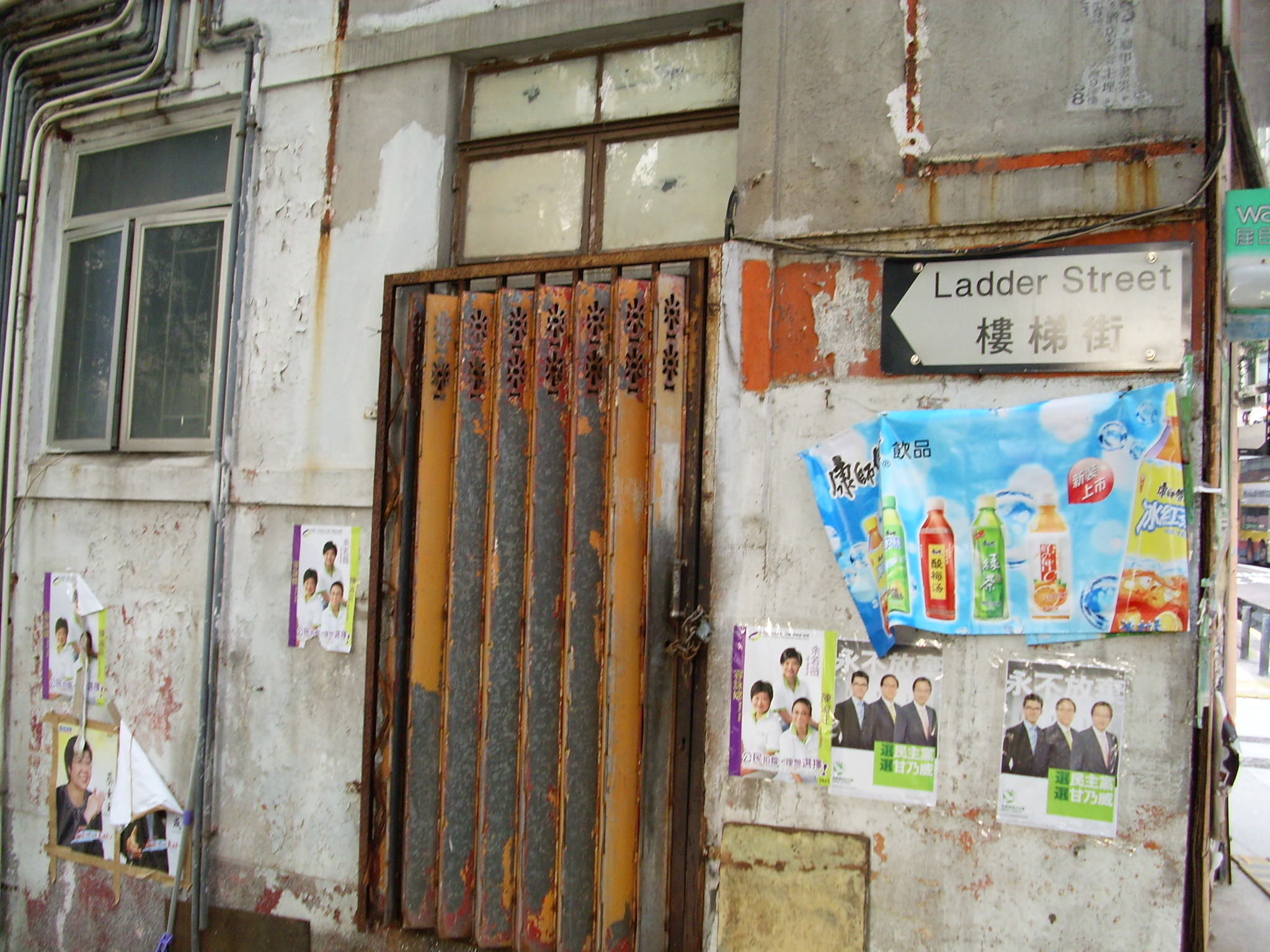
樓梯街與堅道交界的路牌

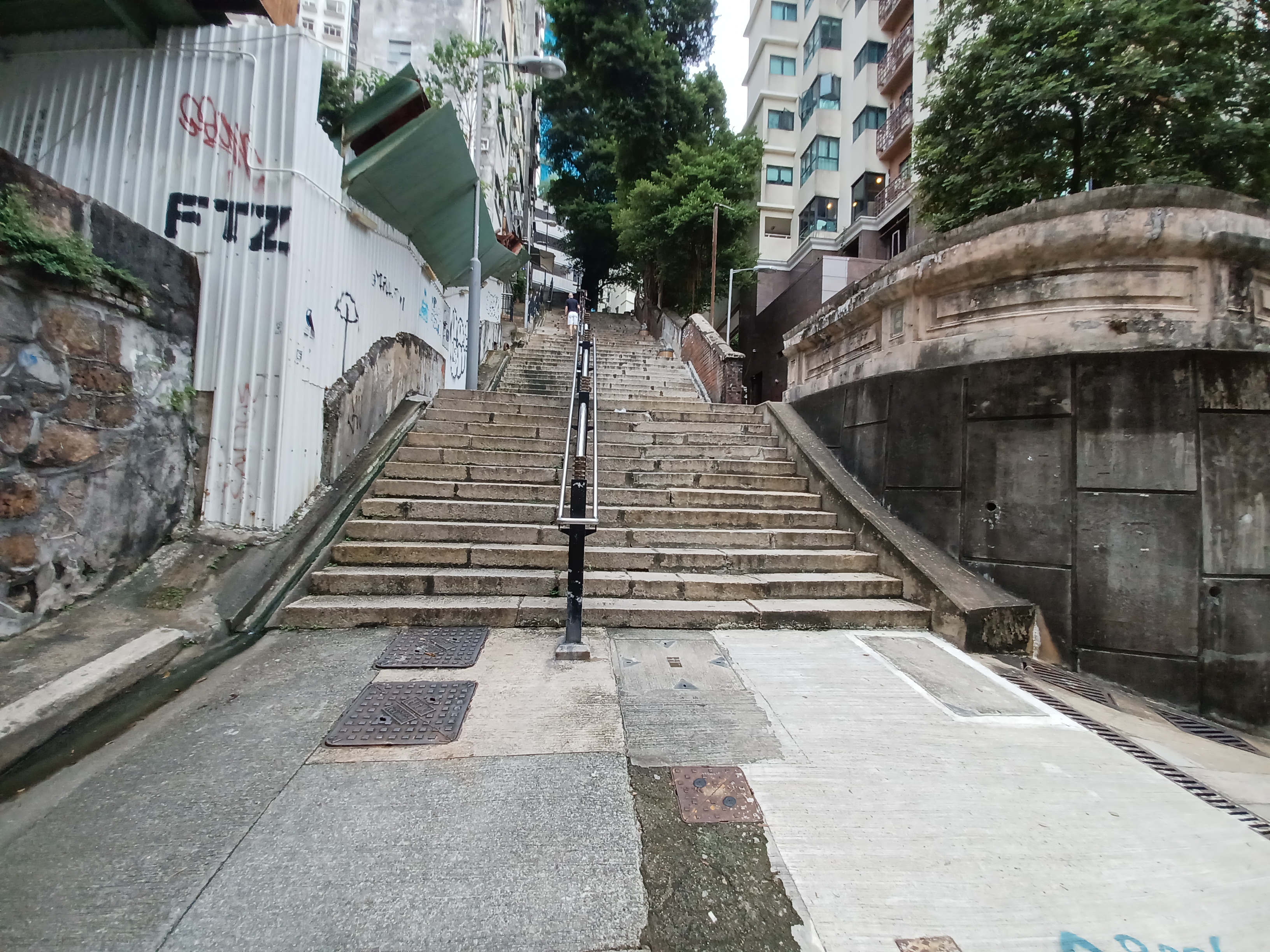
樓梯街近老沙路街的一段

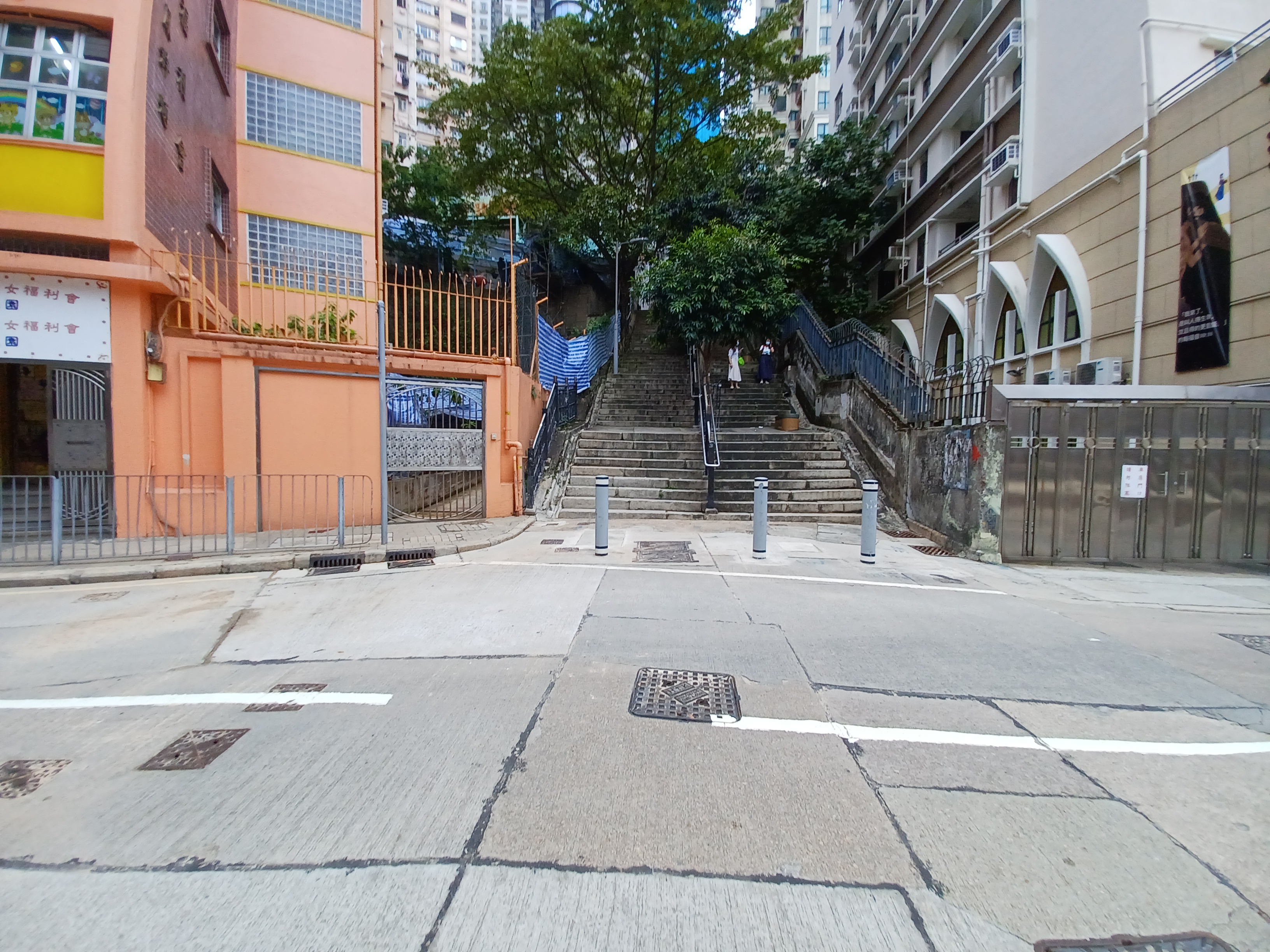
樓梯街近必列者士街的一段

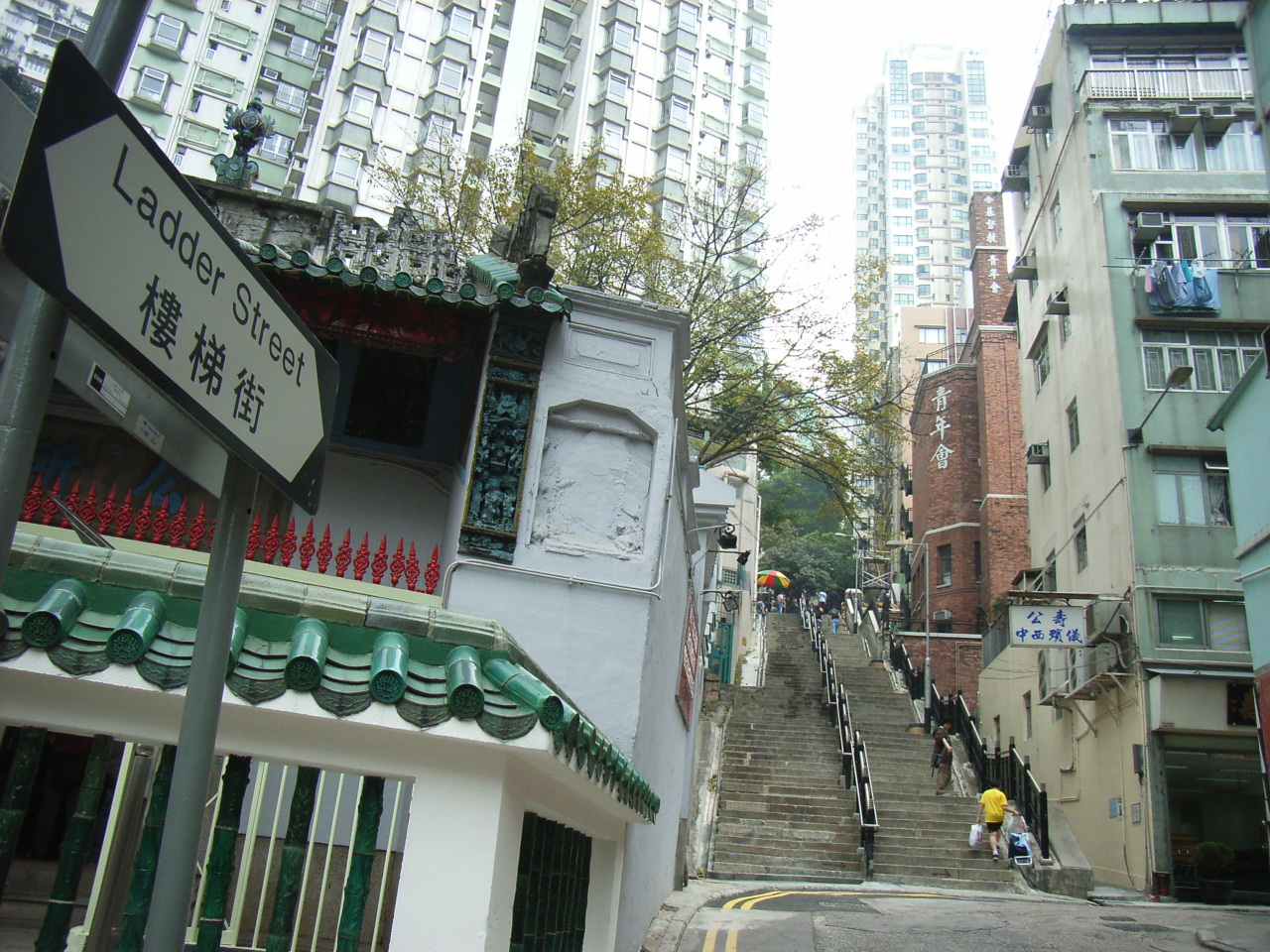
樓梯街在荷李活道附近文武廟之西面

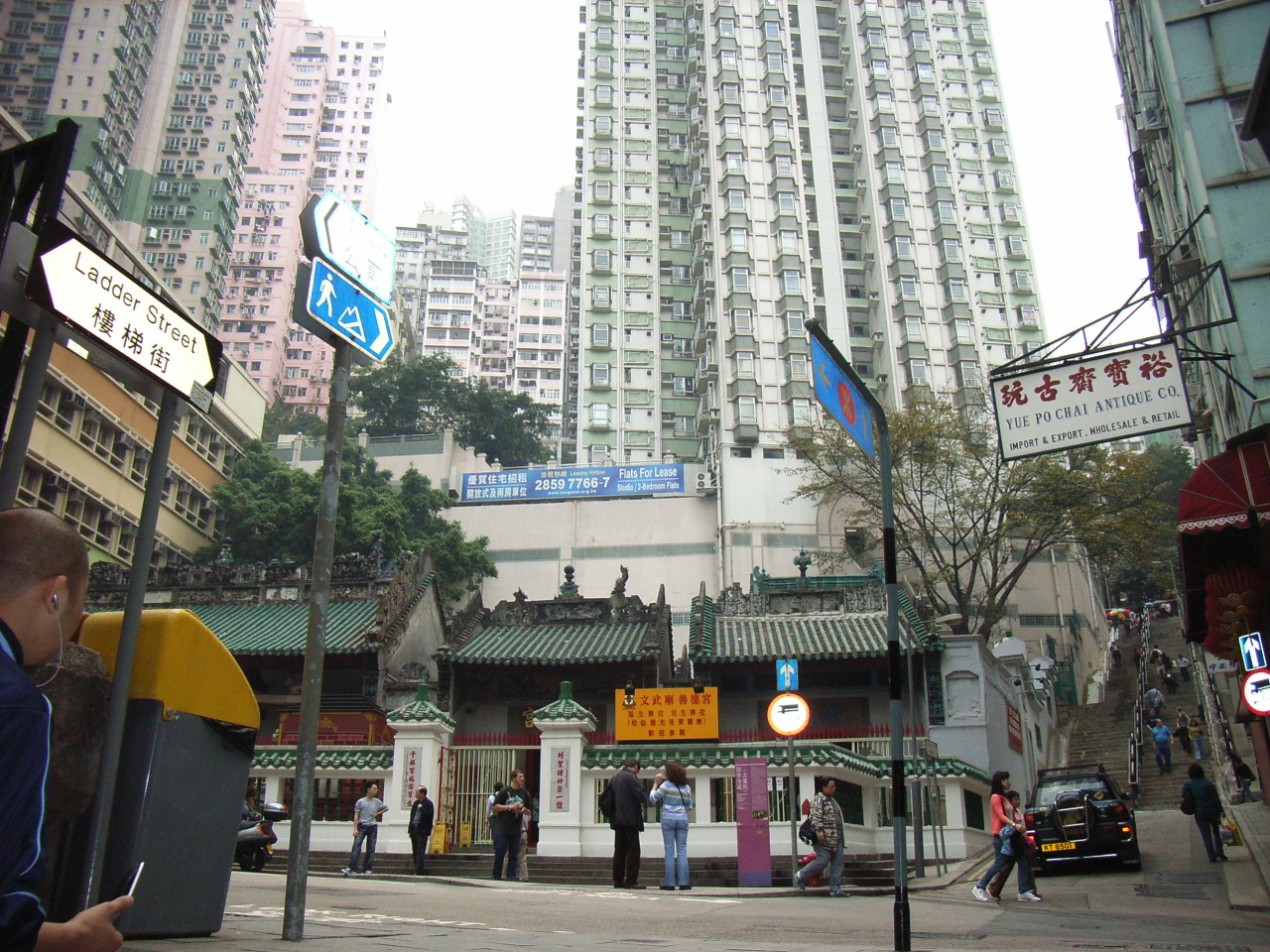
樓梯街在荷李活道附近文武廟之西面

樓梯街（英語：Ladder Street）位於香港上環，是一條以樓梯為主的街道，除了荷李活道以南，文武廟旁邊一小段可供車輛駛進四方街外，其餘各段皆為石級。早於香港開埠初期的1841年至1850年間興建，歷史悠久，現已被古物古蹟辦事處列為一級歷史建築。
樓梯街由皇后大道中起，沿山勢而上，經過摩羅上街、弓絃巷、荷李活道、四方街、必列者士街及裕林臺，樓梯臺，直至堅道止，全長350米。不少電影、電視劇集曾在此取景。全段共有316級。
樓梯街原本由花崗石鋪成，歷經百多年歷史，現時大部分已鋪上混凝土，亦更換了新型鐵欄，但不少歷史痕跡亦能清晰可看，例如舊式護土牆、樹牆及街道旁的護欄等。樓梯街與荷李活道交界的文武廟，和在必列者士街的基督教青年會會所，皆被政府列為香港法定古蹟。

## 鄰近
- 英皇書院同學會小學
- 東華三院之住宅物業東盛台
- 公理堂大廈暨教會
- 香港醫學博物館
- 永利街
- 香港中華基督教青年會中央會所

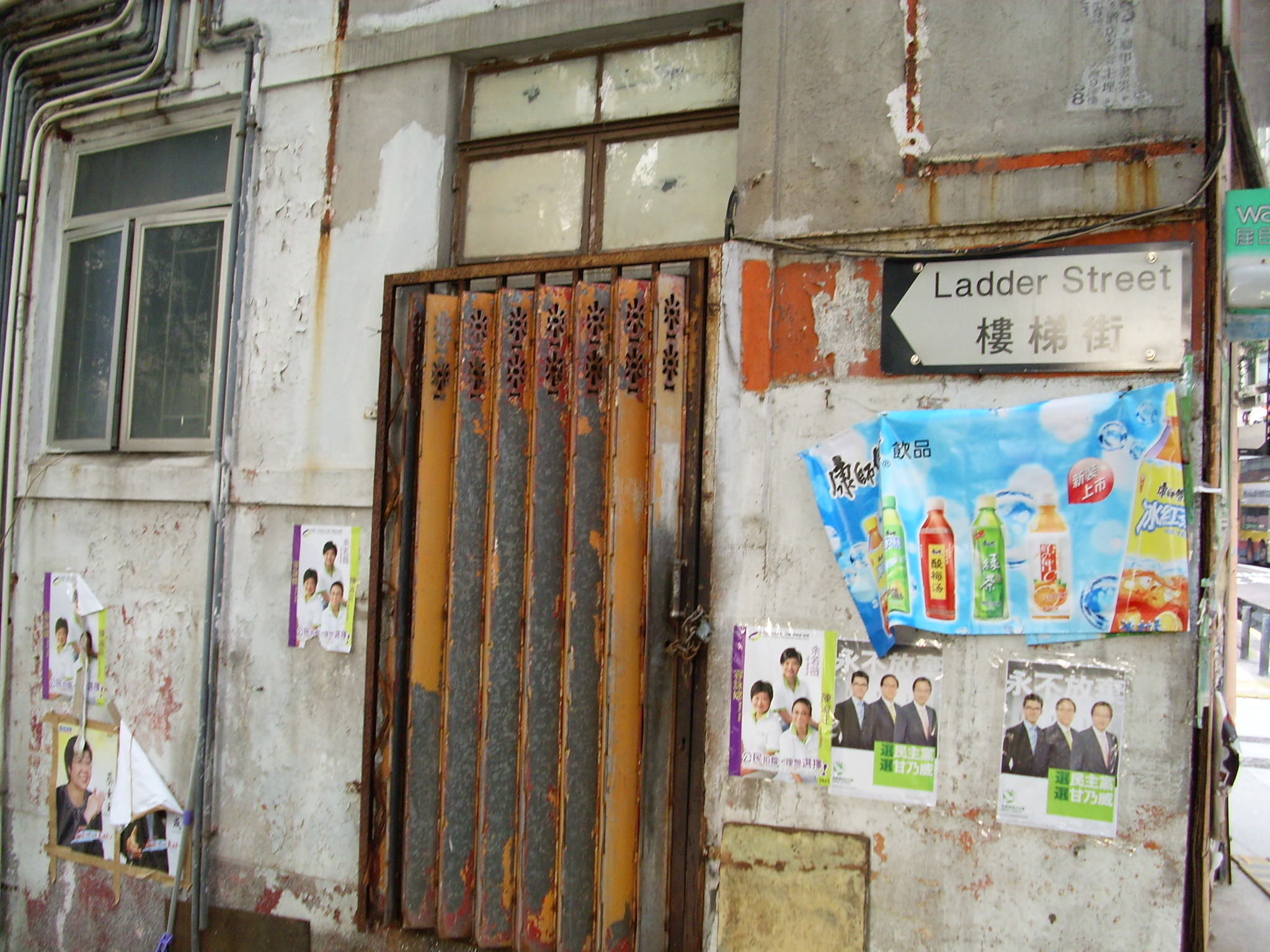
2008年
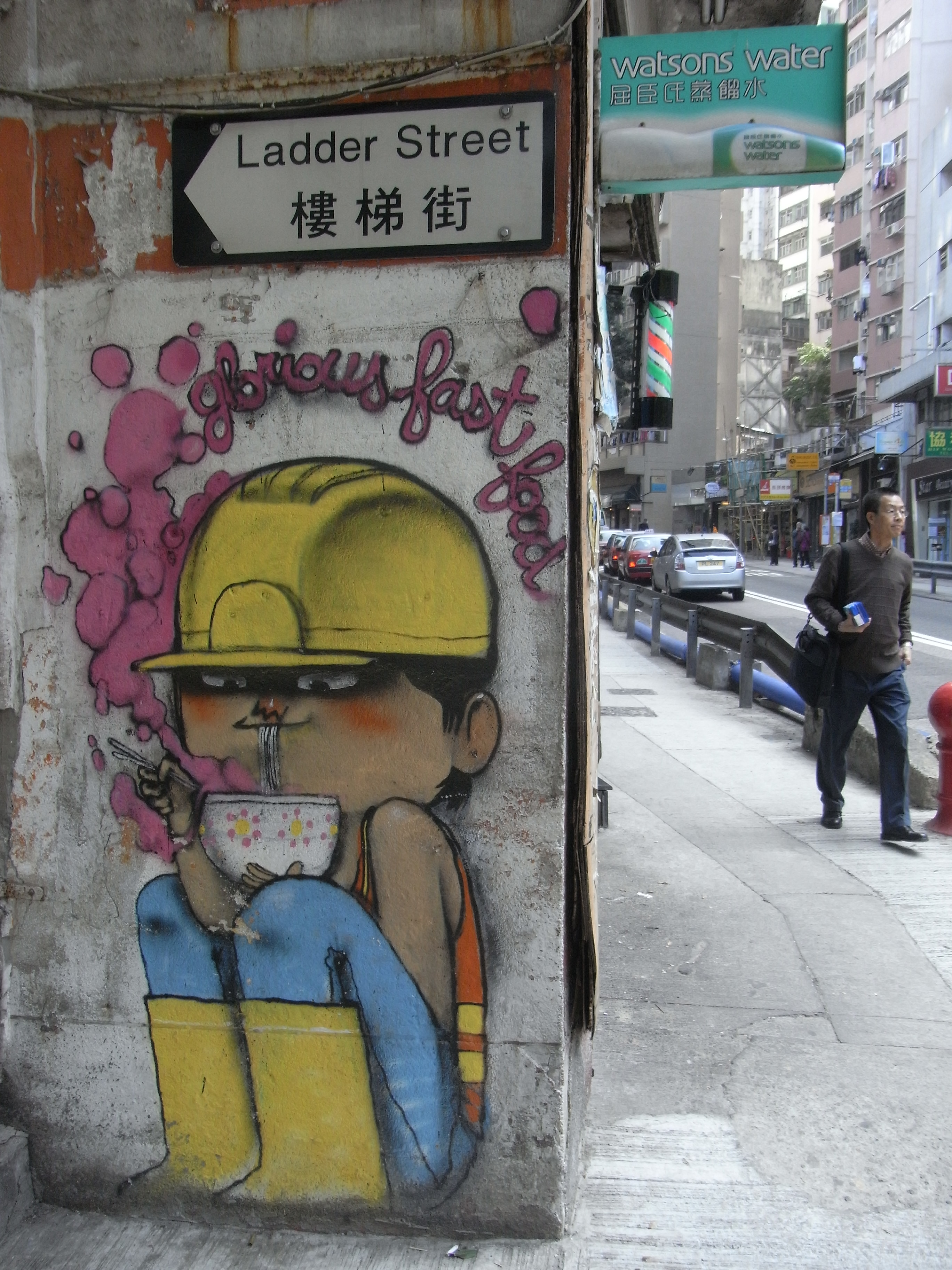
2011年
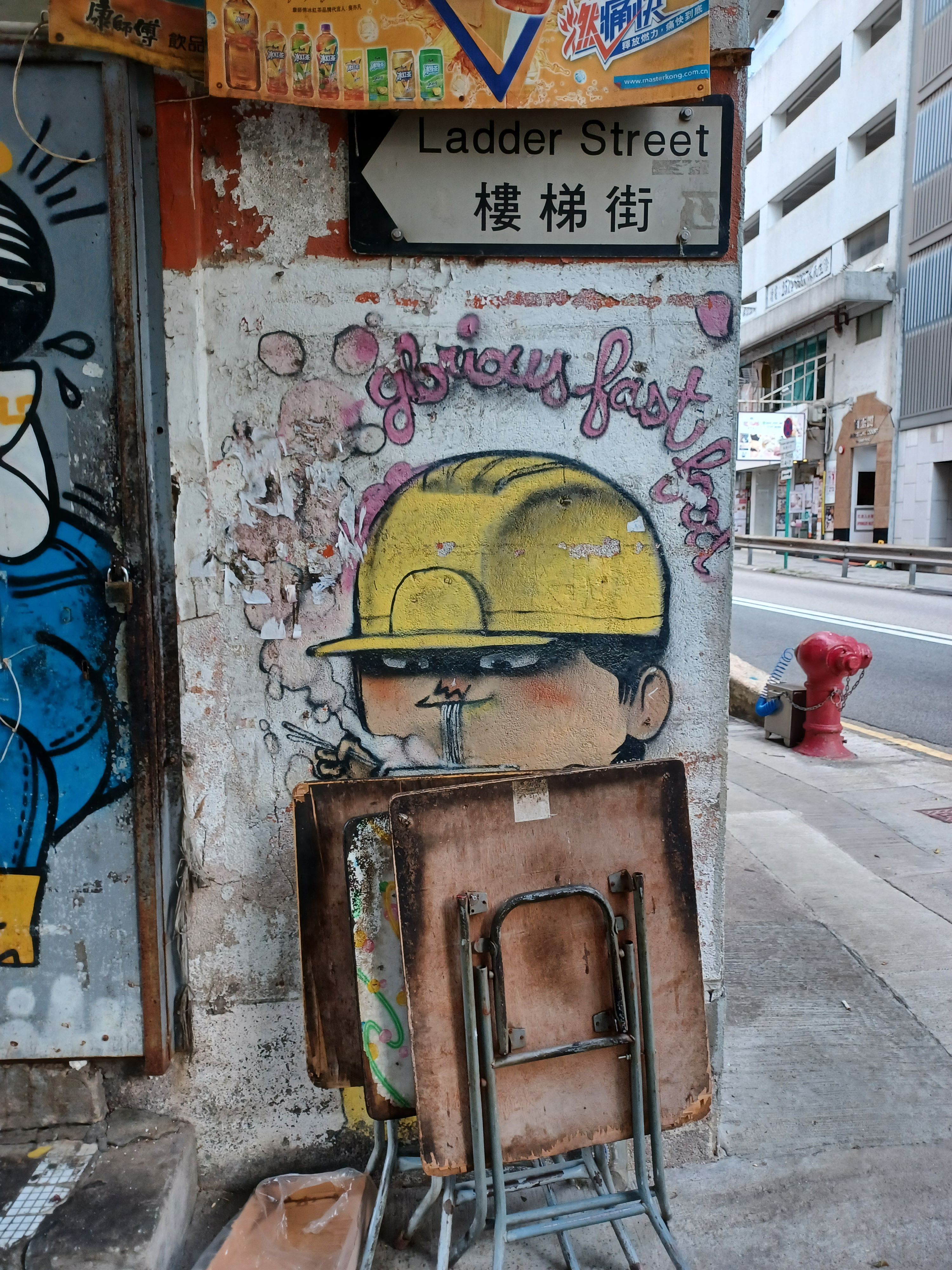
2021年

## 站外鏈結
- 上環樓梯街位於中山史蹟徑上
- 樓梯街地圖 （页面存档备份，存于）